# Dalmanutha

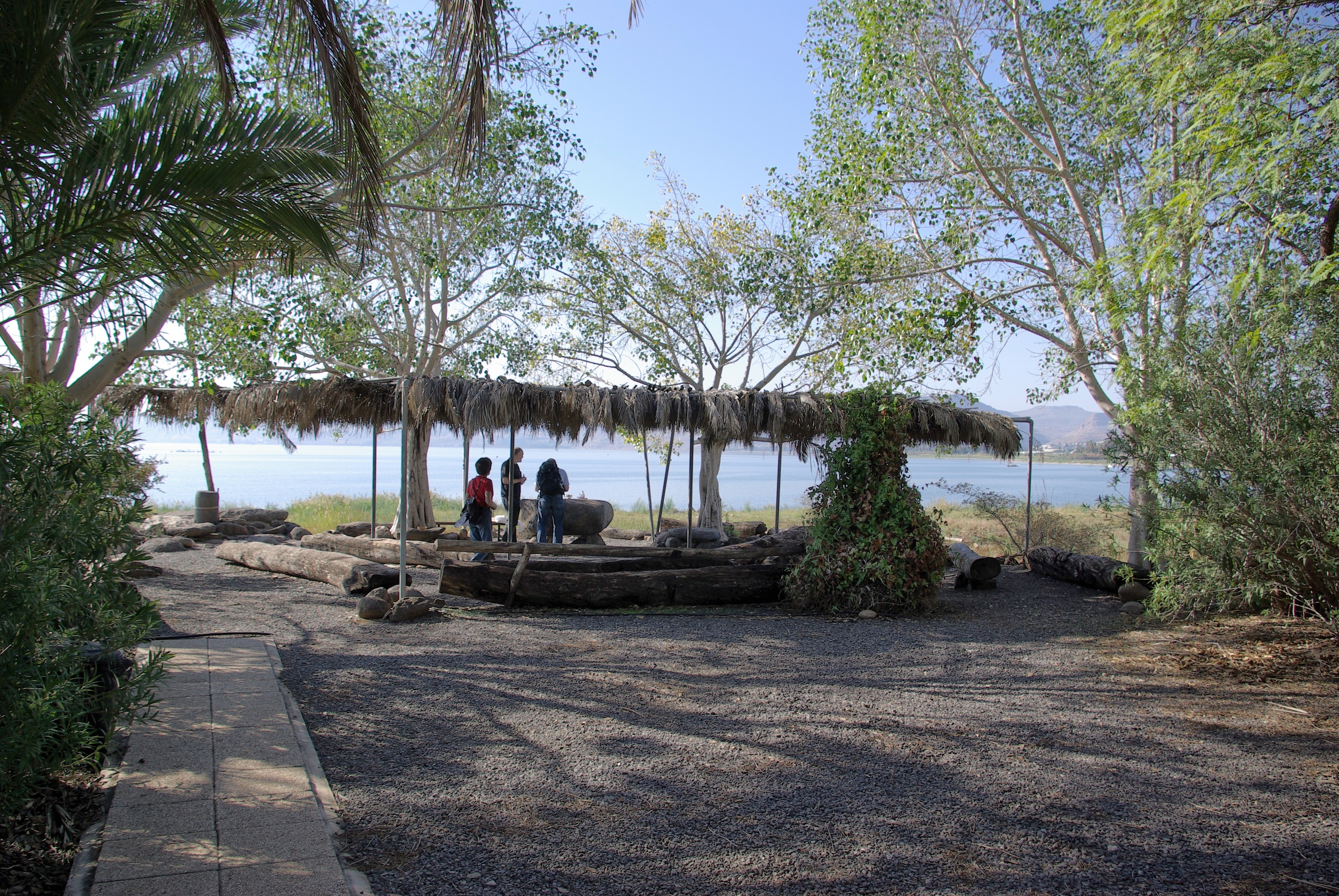
Gottesdienstplatz am See Genezareth in der Nähe der Brotvermehrungskirche, der heute als Dalmanutha bezeichnet wird.

Dalmanutha (griechisch Δαλμανουθά) ist ein im neuen Testament erwähnter Ort am See Genezareth in Israel.
In Mk 8,10  schreibt Markus: „Und sogleich stieg er mit seinen Jüngern in das Schiff und kam in die Gegend von Dalmanutha.“ Dies geschah nach der „Speisung der Viertausend“. Matthäus schreibt in Mt 15,39  nach der Speisung: „Und nachdem er die Volksmenge entlassen hatte, stieg er in das Schiff und kam in die Gegend von Magdala.“
Deswegen vermuten Wissenschaftler, dass sich Dalmanutha auf den griechischen Wachturm in der Nähe von Magdala, oder auch auf Magdala selber beziehen könnte. Andere vermuten, dass mit Dalmanutha das Ruinendorf El-Mejdel im Ain-el-Barideh Tal, etwa ein Kilometer von Magdala entfernt, gemeint ist. Wieder andere vermuten, dass die Gegend um Magdala so genannt wurde.
Außerhalb des Markus-Evangeliums wird dieser Ort in keiner Quelle erwähnt.